# Distretto di Skarżysko-Kamienna
Il distretto di Skarżysko-Kamienna (in polacco powiat skarżyski) è un distretto polacco appartenente al voivodato della Santacroce.

## Geografia antropica

### Suddivisioni amministrative
Il distretto comprende 5 comuni.
- Comuni urbani: Skarżysko-Kamienna
- Comuni urbano-rurali: Suchedniów
- Comuni rurali: Bliżyn, Łączna, Skarżysko Kościelne